# Anthoxanthum ovatum
Anthoxanthum ovatum là một loài thực vật có hoa trong họ Hòa thảo. Loài này được Lag. mô tả khoa học đầu tiên năm 1816.